# دیلک سابانجی
دیلک سابانجی (ترکی استانبولی: Dilek Sabanci؛ زادهٔ ۲۴ اوت ۱۹۶۴) یک سیاست‌مدار و تاجر اهل ترکیه است.